# Seyde-Karan
Seyde-Karan är en ort i Azerbajdzjan.   Den ligger i distriktet Lənkəran Rayonu, i den sydöstra delen av landet, 210 km söder om huvudstaden Baku. Antalet invånare är 1 026.
Terrängen runt Seyde-Karan är platt åt nordost, men åt sydväst är den kuperad. Trakten är tätbefolkad. Närmaste större samhälle är Lankaran, 6,3 km norr om Seyde-Karan.